# Frankie et les ZhuZhu Pets
Zhu Zhu Pets, le Magicien du Palais des Rêves
Frankie et les ZhuZhu Pets (The ZhuZhus, anciennement Polly and the Zhu Zhu Pets) est une série télévisée canadienne en 26 épisodes de 22 minutes basée sur la franchise russe de jouets, ZhuZhu Pets, et diffusée entre le 12 septembre 2016 et le 22 août 2017 sur Disney Channel aux États-Unis et sur YTV au Canada.
En Belgique, la série débute le 6 mars 2017 sur Disney Channel, en France à partir du 19 juin 2017 sur Boomerang, et au Québec à partir du 9 septembre 2017 sur Télétoon et depuis le 1er janvier 2018 sur La Chaîne Disney. 

## Synopsis
Frankie Pamplemousse, une petite de 8 ans, vit à Anytown avec quatre hamsters parlant; Pipsqueak, M. Squiggle, Num Num et Chunk.

## Personnages

### Personnages principaux
- Frankie Pamplemousse (anciennement Polly Pamplemousse) : Le propriétaire des ZhuZhus, blonde aux yeux bleues.
- Pipsqueak : Le premier hamster de Frankie. Elle est jaune et sa tache de naissance est une étoile filante.
- M. Squiggle (Mr Squiggles) : Le deuxième hamster de Frankie. Il est orange, porte une ceinture marron et sa tache de naissance est une spirale.
- Num Num (Num Nums) : Le troisième hamster de Frankie. Elle est violet, porte des lunettes roses et sa tache de naissance est un cœur.
- Chunk : Le quatrième et dernier hamster de Frankie. Il est bleu ciel et sa tache de naissance est un soleil.

### Personnages récurrents
- Ellen Pamplemousse : La mère de Frankie.
- Stanley Pamplemousse : Le père de Frankie.
- Wilfred P. Kerdle ou M. Kerdle (Mr Kerdle) : Le concierge de l'école.
- Cindy et Mindy Gelato :
- Madge :
- Whendy Sails :
- Dr Phelmholz :

## Distribution

### Voix originales
- Jenna Warren : Frankie Pamplemousse
- Tajja Isen : Pipsqueak
- Richard Binsley : M. Squiggles
- Stephany Seki : Num Nums
- Robert Tinkler : Chunk
- Stacey DePass : Ellen Pamplemousse
- Zachary Bennett : Stanley Pamplemousse

### Voix québécoises
- Laetitia Isambert-Denis : Frankie Pamplemousse
- Stéfanie Dolan  : Pipsqueak
- Dominique Côté  : M. Squiggle
- Élisabeth Lenormand : Num Num
- Olivier Visentin : Chunk
- Geneviève Désilets : Ellen Pamplemousse
- Nicolas Charbonneaux-Collombet : Stanley Pamplemousse

Studio d'enregistrement : Studio SPR ; adaptation : Michel Gatignol ; direction : Julie Burroughs
 Source et légende : version québécoise (VQ) sur Doublage.qc.ca

## Épisodes
| №   | Titre                                                           | Réalisation  | Scénario        | Première diffusion (ÉU)                                                                             | Première diffusion (BE/FR)                    |
| --- | --------------------------------------------------------------- | ------------ | --------------- | --------------------------------------------------------------------------------------------------- | --------------------------------------------- |
| 1a  | Anniversaire gonflable Happy Bounciversary                      | Mike Fallows | Laurie Elliott  | 12 septembre 2016                                                                                   | 6 mars 2017 (Belgique) 19 juin 2017 (France)  |
| 1b  | Parfum de forêt Say It Don't Spray It                           | Mike Fallows | Laurie Elliott  | 12 septembre 2016                                                                                   | 6 mars 2017 (Belgique) 19 juin 2017 (France)  |
| 2a  | Les hamsters, ça porte bonheur Home Run Hamsters                | Mike Fallows | Hugh Duffy      | 13 septembre 2016                                                                                   | 7 mars 2017 (Belgique) 20 juin 2017 (France)  |
| 2b  | Opération chocolat Chip off the Old Chunk                       | Mike Fallows | Miles Smith     | 13 septembre 2016                                                                                   | 7 mars 2017 (Belgique) 20 juin 2017 (France)  |
| 3a  | Walterophilie Walter-Gate                                       | Mike Fallows | Shawn Kalb      | 14 septembre 2016                                                                                   | 8 mars 2017 (Belgique) 21 juin 2017 (France)  |
| 3b  | La fête du concierge Janitor Day                                | Mike Fallows | Terry McGurrin  | 14 septembre 2016                                                                                   | 8 mars 2017 (Belgique) 21 juin 2017 (France)  |
| 4a  | L'apprentie plombier Goldfish Fingers                           | Mike Fallows | Richard Clark   | 15 septembre 2016                                                                                   | 9 mars 2017 (Belgique) 22 juin 2017 (France)  |
| 4b  | Vedette en skate Skate-lebrity                                  | Mike Fallows | Richard Clark   | 15 septembre 2016                                                                                   | 9 mars 2017 (Belgique) 22 juin 2017 (France)  |
| 5a  | Zombies en pyjama Zombie Sleep Over                             | Mike Fallows | Miles Smith     | 16 septembre 2016                                                                                   | 10 mars 2017 (Belgique) 23 juin 2017 (France) |
| 5b  | Grand Prix au lit The No-Kart Race                              | Mike Fallows | Scott Albert    | 16 septembre 2016                                                                                   | 10 mars 2017 (Belgique) 23 juin 2017 (France) |
| 6a  | Dans les pattes du chatt Storming the Cat Castle                | Mike Fallows | Scott Albert    | 7 octobre 2016                                                                                      | 13 mars 2017 (Belgique) 24 juin 2017 (France) |
| 6b  | Ha ha hamsters Ha Ha Hamsters                                   | Mike Fallows | Richard Clark   | 7 octobre 2016                                                                                      | 13 mars 2017 (Belgique) 24 juin 2017 (France) |
| 7a  | Hamsters extrêmes Fur-Vivor                                     | Mike Fallows | Andrew Harrison | 21 octobre 2016                                                                                     | 14 mars 2017 (Belgique) 25 juin 2017 (France) |
| 7b  | Super gamine Zhuper Girl                                        | Mike Fallows | Miles Smith     | 21 octobre 2016                                                                                     | 14 mars 2017 (Belgique) 25 juin 2017 (France) |
| 8a  | Le petit oiseau va sortir Wingin' It                            | Mike Fallows | Laurie Elliot   | 11 février 2017                                                                                     | 15 mars 2017 (Belgique) 26 juin 2017 (France) |
| 8b  | La course à l'amitié Friendship Friend-zy                       | Mike Fallows | Scott Albert    | 11 février 2017                                                                                     | 15 mars 2017 (Belgique) 26 juin 2017 (France) |
| 9a  | L'heure de rêver ! Dreams O'Clock                               | Mike Fallows | Andrew Harrison | 21 janvier 2017                                                                                     | 16 mars 2017 (Belgique) 27 juin 2017 (France) |
| 9b  | Le revers de la médaille Badge to the Bone                      | Mike Fallows | Evany Rosen     | 21 janvier 2017                                                                                     | 16 mars 2017 (Belgique) 27 juin 2017 (France) |
| 10a | L'embarras du choix Full Groan                                  | Mike Fallows | Evany Rosen     | 22 janvier 2017                                                                                     | 17 mars 2017 (Belgique) 28 juin 2017 (France) |
| 10b | L'œuf ou la planche The Shell Game                              | Mike Fallows | Laurie Elliott  | 22 janvier 2017                                                                                     | 17 mars 2017 (Belgique) 28 juin 2017 (France) |
| 11a | Arc-en-ciel à souhait If Wishes Were Rainbows                   | Mike Fallows | Miles Smith     | 28 janvier 2017                                                                                     | 20 mars 2017 (Belgique) 29 juin 2017 (France) |
| 11b | Le mystère de la lampe Deja Zhu                                 | Mike Fallows | Terry McGurrin  | 28 janvier 2017                                                                                     | 20 mars 2017 (Belgique) 29 juin 2017 (France) |
| 12a | Sur quel pied danser ? A Total Bust a Move                      | Mike Fallows | Andrew Harrison | 29 janvier 2017                                                                                     | 21 mars 2017 (Belgique) 30 juin 2017 (France) |
| 12b | Le ZhuZhu Palace Hotel The Grand ZhuZhu Pets Hotel              | Mike Fallows | Andrew Harrison | 29 janvier 2017                                                                                     | 21 mars 2017 (Belgique) 30 juin 2017 (France) |
| 13a | Zhour de l'an Zhu Years Eve                                     | Mike Fallows | Andrew Harrison | 7 janvier 2017                                                                                      | 1er juillet 2017 (France)                     |
| 13b | La chasse aux biscuits Lookies for Cookies                      | Mike Fallows | Alex Ganetakos  | 7 janvier 2017                                                                                      | 1er juillet 2017 (France)                     |
| 14a | Rouge comme une citrouille The Pumpkin Whisperers               | Mike Fallows | Richard Clark   | 4 février 2017                                                                                      | 2 juillet 2017 (France)                       |
| 14b | Les super acolytes Zhuper Zhide Kicks                           | Mike Fallows | Miles Smith     | 4 février 2017                                                                                      | 2 juillet 2017 (France)                       |
| 15a | Hamstronaute The Wrong Stuff                                    | Mike Fallows | Richard Clark   | 5 février 2017                                                                                      | 3 juillet 2017 (France)                       |
| 15b | Toile à hamster Chunklette's Web                                | Mike Fallows | Alex Ganetakos  | 5 février 2017                                                                                      | 3 juillet 2017 (France)                       |
| 16a | Question d'expérience Story Book It                             | Mike Fallows | Andrew Harrison | 17 juin 2017                                                                                        | 4 juillet 2017 (France)                       |
| 16b | Accident de coiffure Hairible Mistake                           | Mike Fallows | Craig Brown     | 17 juin 2017                                                                                        | 4 juillet 2017 (France)                       |
| 17a | Orage, ô désespoir ! Weathering Heights                         | Mike Fallows | Laurie Elliot   | 20 juin 2017 (Pologne) 24 juin 2017 (États-Unis)                                                    |                                               |
| 17b | Super Gamine contre Super Gamine The Trashing of Zhuper Girl    | Mike Fallows | Miles Smith     | 20 juin 2017 (Pologne) 24 juin 2017 (États-Unis)                                                    |                                               |
| 18a | Zhurassic Park                                                  | Mike Fallows | Hugh Duffy      | 21 juin 2017 (Pologne) 8 juillet 2017 (États-Unis)                                                  |                                               |
| 18b | Hamsters à pédales Hamster a la Kart                            | Mike Fallows | Scott Albert    | 21 juin 2017 (Pologne) 8 juillet 2017 (États-Unis)                                                  |                                               |
| 19a | Hamster bricoleur Zhu and Improved                              | Mike Fallows | Miles Smith     | 22 juin 2017 (Pologne) 13 juillet 2017 (République tchèque et Hongrie) 15 juillet 2017 (États-Unis) |                                               |
| 19b | Biscuit de malheur The Unfortunate Cookie Crumbles              | Mike Fallows | Laurie Elliot   | 22 juin 2017 (Pologne) 13 juillet 2017 (République tchèque et Hongrie) 15 juillet 2017 (États-Unis) |                                               |
| 20a | Abracadabramaster ! Now Zhu See Me, Now Zhu Don't               |              |                 | 14 juillet 2017 (République tchèque et Hongrie) 23 juillet 2017 (États-Unis)                        |                                               |
| 20b | Mini Frankie Walk a Mile in Our Zhus                            |              |                 | 14 juillet 2017 (République tchèque et Hongrie) 23 juillet 2017 (États-Unis)                        |                                               |
| 21a | Le château de l'horreur Zhu Got Game                            |              |                 | 29 juillet 2017 (États-Unis)                                                                        |                                               |
| 21b | Les trophées Hamsters And the Hammy Goes To                     |              |                 | 29 juillet 2017 (États-Unis)                                                                        |                                               |
| 22  | Le paradis des farceurs "Pranksters' Paradise"                  |              |                 | 2 août 2017 (États-Unis)                                                                            |                                               |
| 23a | Baseball intérieur Ball in a Day's Work                         |              |                 | 22 août 2017 (États-Unis)                                                                           |                                               |
| 23b | Hamsters publicitaires How Zhu Get Ahead in Advertising         |              |                 | 22 août 2017 (États-Unis)                                                                           |                                               |
| 24a | Super Gamine et les Super Gaffeuses Zhuper Girl in a Jam        |              |                 | 22 août 2017 (États-Unis)                                                                           |                                               |
| 24b | Boucle d'or et les ZhuZhu Pets "Frankielocks and the Four Zhus" |              |                 | 22 août 2017 (États-Unis)                                                                           |                                               |
| 25b | Patron à la place du patron Zhuper Girl in a Jam                |              |                 | 22 août 2017 (États-Unis)                                                                           |                                               |
| 26  | Zhu Land                                                        |              |                 | 24 août 2017 (États-Unis)                                                                           |                                               |

## Diffusion internationale
- Disney Channel, depuis le 12 septembre 2016 sous le titre The ZhuZhus[1]
- Disney Channel (Australie), depuis le 13 février 2017 sous le titre The ZhuZhus[5]
- Disney Channel (Belgique), depuis le 6 mars 2017 sous les titres De ZhuZhu's et Frankie et les ZhuZhu Pets
- Disney Channel (Pays-Bas), depuis le 6 mars 2017 sous le titre De ZhuZhu's[6]
- Disney Channel (MENA) et MBC3, depuis le 6 mars 2017 sous les titres The ZhuZhus, Τα Ζου Ζου, et ذا زوزوس[7]
- Disney Channel (Europe du centre et de l'est), depuis le 13 mars 2017 sous les titres Zhu Zhu[8] et Зу Зу[9]
- Disney Channel (Pologne), depuis le 13 mars 2017 sous le titre Zhu Zhu[10]
- Disney Channel (Russie), depuis le 22 avril 2017 sous le titre Жужики[11]
- Boomerang, depuis le 2 mai 2017 sous le titre The ZhuZhus[12]
- Disney Channel (Allemagne), depuis le 29 mai 2017 sous le titre Die ZhuZhus[13]
- Discovery Kids, depuis le 5 juin 2017 sous le titre Frankie e os Zhu Zhu Pets[14]
- Boomerang, depuis le 19 juin 2017 sous le titre Frankie et les ZhuZhu Pets
- Discovery Kids (Amérique latine), depuis le 19 juin 2017 sous le titre  Frankie y los Zhu Zhu Pets[15]
- YTV, depuis le 4 juillet 2017 sous le titre The ZhuZhus[16]
- Animax (Corée du Sud), depuis juillet 2017 sous le titre 프랭키와 엉뚱한 쥬쥬펫[17]
- Zoom depuis le 13 août 2017 sous le titre זוזו פטס
- Frisbee, depuis le 28 août 2017 sous le titre The ZhuZhu Pets[18]
- Télétoon, depuis le 9 septembre 2017 sous le titre Frankie et les ZhuZhu Pets
- Boomerang (Scandinavie), depuis octobre 2017[19]
- Fox (Finlandie), sous le titre ZhuZhut, depuis novembre 2017[20]
- Youku, sous le titre 嘟嘟小仓鼠, depuis le 15 juin 2018[21]
- Okto, depuis le 26 juin 2018